# Dia Nacional de Oração
O Dia Nacional de Oração é um dia anual de celebração, realizado na primeira quinta-feira de maio, designado pelo Congresso dos Estados Unidos, quando as pessoas são solicitadas a "se voltarem para Deus em oração e meditação". O presidente é obrigado por lei (36 U.S.C. § 119) a assinar uma proclamação a cada ano, incentivando todos os estadunidense a orar neste dia.
A lei moderna que formalizava sua observância anual foi promulgada em 1952, embora os primeiros dias de jejum e oração tenham sido estabelecidos pelo Segundo Congresso Continental de 1775 a 1783 e pelo presidente John Adams em 1798 e 1799. Thomas Jefferson estabeleceu um dia de oração e ação de graças, mas isso ocorreu enquanto ele atuava como governador da Virgínia.
A constitucionalidade do Dia Nacional de Oração foi impugnada em tribunal pela Freedom From Religion Foundation, após sua primeira tentativa ter sido rejeitada por unanimidade por um tribunal federal de apelação em abril de 2011.